# Jornal
Der Jornal war ein spanisches Feldmaß und hatte in verschiedenen Orten der Provinz Katalonien auch unterschiedliche Werte. Trotz der Einführung des „französischen Systems“ zum 1. Januar 1859 in Spanien (Gesetz vom 19. Juni 1849), blieben einige Maße, darunter der Jornal, noch eine Zeit in Anwendung.
- In Tarragona 1 Jornal = 3346 Varas cuadras (kastil) = 23,38 Ares
- In Lleida 1 Jornal = 12 Porcas = 6552 Varas cuadras (kastil) = 45,7812 Ares